# Покровская улица (Тирасполь)
Покровская улица (молд. страда Покровская, укр. Покровська вулиця) — одна из центральных магистралей столицы Приднестровья. Соединяет западную и восточную части Тирасполя — от улицы Правды до Театральной площади.

## Название
По улице проходила почтовая дорога, поэтому до 1884 года она носила название «Почтовая». Затем, улица получила название «Покровская», по названию единоверческой Покровской церкви, основанной в 1798 и разрушенной в 1931 году. Праздник Покрова Пресвятой Богородицы является престольным праздником города. На Покровской находились не только главные магазины или городские учреждения, но и дворянский клуб (позднее — Дом партийного просвещения), купеческий клуб (позднее — поликлиника), кинотеатр, женская гимназия и реальное училище. Покровская была наиболее благоустроенной улицей города: гравийное мощение было заменено булыжным в конце XIX века, а в начале улицы находился Семёновский парк.
В 1921 году переименована в улицу 25 Октября.
Начиная с 1953 года застройка ул. 25 Октября проходила в соответствии с генеральным планом архитекторов В. Александрова и И. Шмуруна. К этому же периоду относится строительство жилых домов на пересечении ул. Ленина и ул. 25 Октября.
С начала 1990-х годов в печати и на телевидении шли дискуссии о необходимости возвращения улице 25 Октября её исторического названия — Покровская.
В 2014 году прошла выставка, которая посвящена 100-летию здания торговых рядов, находящихся на участке улицы 25 Октября. В этом же году историческая часть улицы (от улицы Луначарского до площади Суворова) была снесена и начато строительство современного многоэтажного здания. За счет снесенного здания улица была расширена и создана разделительная полоса.
В 2023 году решением Тираспольского городского Совета народных депутатов улице возвращено название Покровская.

## Примечательные здания
По нечётной стороне:
- Пер. Энгельса, 6, угол Покровской — Колледж бизнеса и сервиса, бывший техникум бытового обслуживания, здание построено в начале 1930-х как Госбанк.
- № 45 — здание Правительства и Верховного Совета.
- № 47 — Дворец детско-юношеского творчества (ДДЮТ), бывший Дом Пионеров.
- № 69а — здание торговых лавок (1913 г.). Снесено в начале марта 2014 года.
- № 73 — Медицинский центр "ТираМед" (бывшая поликлиника № 1), бывшее здание Купеческого клуба. Здание реконструировано в 2014 году с полным обновлением фасада.
- № 101 — Дом Советов (Здание госадминистрации города).
- № 107 — главный корпус Приднестровского государственного университета, первого ВУЗа Молдавии.

По чётной стороне:
- № 20 — по легенде, дом И. П. Липранди, в котором во время южной ссылки останавливался А. С. Пушкин.
- № 44 — дом-музей академика Н. Д. Зелинского.
- № 46 — историко-краеведческий музей, бывшее здание Общественного собрания.
- № 80 — здание в стиле модерн, 1915 года постройки. Ныне казино «Гран-при», бывший дом братьев Губерер, в котором располагалась гостиница «Пассаж».

- № 98 — магазин «Реал мебель» — «реконструированное» здание XIX века (фасады частично разрушены и обшиты композитными материалами). Изначально располагавшиеся в соседних зданиях Дворянское Собрание и Высшее начальное училище.
- Ул. А. Манойлова № 35, угол Покровской — Военно-исторический музей штаба кавалерийской бригады Г. И. Котовского — одно из немногих сохранившихся зданий, связанных с именем Котовского, бывшее здание гостиницы «Париж»[4][14].

## Монументальные сооружения, памятники
На улице расположены памятники:
- памятник А. В. Суворову, основателю Срединной (Тираспольской) крепости и города Тирасполя (1979);
- бюст императрицы Екатерины II, по указу которой был основан город Тирасполь (2020)[15];
- бюст строителя крепости и города Ф. П. де Воллана (2007),
- бюст революционера П. Д. Ткаченко (перенесен в 2011 году во двор краеведческого музея);
- два памятника В. И. Ленину: памятник перед зданием Правительства и Верховного Совета (1987) и бюст перед Домом Советов;
- Ю. А. Гагарину (на пересечении Покровской улицы и бульвара Гагарина),
- Т. Г. Шевченко (у корпуса Приднестровского государственного университета).